# Pavlos Carrer
Pavlos Carrer (en grec : Παύλος Καρρέρ) né à Zante le 12 mai 1829 et mort à Zante le 7 juin 1896, est un compositeur grec.

## Formation
Carrer se forma successivement à Zante, son île natale, puis à Corfou et au conservatoire de Milan où il allait être très influencé par le bel canto et le style de Verdi.

## Œuvres

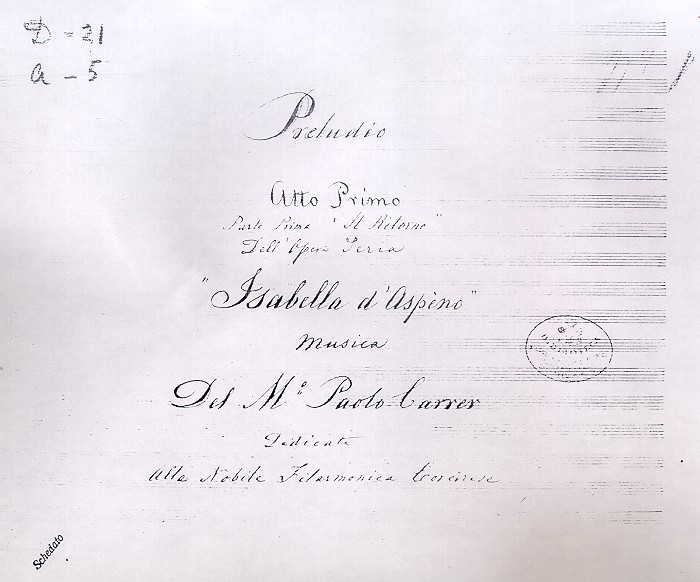
Première page du manuscrit de l'opéra Isabella d’Aspeno

Il a notamment composé plusieurs opéras, qui furent créés et joués en Italie et en Grèce : Dante e Bice (Beatrice), Isabella d'Aspeno, La rediviva, Markos Botsaris (livret en grec), Fior di Maria ovvero I misteri di Parigi, I kyra Frossini (livret en grec), Despo, l'héroïne de Souli (livret en grec), Maria Antonietta, Marathon-Salamis (livret en grec), etc.
Dans son œuvre vocale, l'air Le vieux Dimos, sur des vers du poète Valaoritis, figure parmi les plus connus.

## Enregistrements
- Music for the Ionian School. N. Mántzaros. N. Lambelet. P. Carrer, Motivo (CD NM 1049), 1996. (Ensemble de musique de chambre Nikólaos Mántzaros ; livret très documenté de Giórgos Leotsákos en anglais et en grec)
- Paolo Carrer, Frossini, Athènes, Lyra, CD ML 0669/70, 1999. (Orchestre symphonique de Pasardjik et Chœur du Festival de Sofia sous la direction de Byron Fidetzis ; coffret de 2 CD accompagnés d'un livret documenté en grec et en anglais)
- Paolo Carrer, Despo, Athènes, Lyra, CD 0792, 2002. (Orchestre symphonique de Pasardjik et Chœur du Festival de Sofia sous la direction de Byron Fidetzis ; 1 CD accompagné d'un livret documenté en grec et en anglais)